# Подпорозький район
Подпорозький район (рос. Подпорожский район) — муніципальний район у складі Ленінградської області Російської Федерації.
Адміністративний центр — місто Подпорож'є.

## Демографія

### Динаміка населення
Динаміка чисельності населення району:
|                    | 1926  | 1939  | 1945  | 1959  | 1970  | 1979  | 1989  | 2002  | 2010  |
| ------------------ | ----- | ----- | ----- | ----- | ----- | ----- | ----- | ----- | ----- |
| Усього по району   | 50374 | 63283 | 17422 | 45976 | 44646 | 42575 | 41432 | 35199 | 31757 |
| Міське населення   | —     | 20344 | 5225  | 23285 | 26418 | 32608 | 33327 | 29001 | 26808 |
| місто Подпорож'є   | —     | 13335 | 4334  | 17638 | 21545 | 23901 | 23295 | 20312 | 18696 |
| смт Вознесеньє     | —     | 7009  | 891   | 3302  | 3154  | 2960  | 3123  | 2817  | 2673  |
| смт Нікольський    | —     | —     | —     | 2345  | 1719  | 1751  | 2953  | 2931  | 2801  |
| смт Важини         | —     | —     | —     | —     | —     | 3996  | 3956  | 2941  | 2638  |
| Сільське населення | 50374 | 42939 | 12197 | 22691 | 18228 | 13963 | 8105  | 6198  | 4959  |

### Національний склад
За даними перепису населення 2002 року етнічна структура населення району мала такий вигляд:
| Національність | Чисельність | %     |
| -------------- | ----------- | ----- |
| Усього         | 35157       | 100   |
| росіяни        | 32069       | 91,21 |
| вепси          | 1226        | 3,49  |
| українці       | 450         | 1,28  |
| білоруси       | 414         | 1,18  |
| карели         | 228         | 0,65  |
| інші           | 770         | 2,19  |

## Адміністративний устрій
До складу району входять 4 міських та одне сільське поселення:
| Назва поселення               | Населення (2011 р.) | Кількість НП | Адміністративний центр |
| ----------------------------- | ------------------- | ------------ | ---------------------- |
| Важинське міське поселення    | ▼ 2979              | 8            | смт Важини             |
| Вінницьке сільське поселення  | ▼ 3614              | 38           | с. Вінниці             |
| Вознесенське міське поселення | ▼ 3063              | 10           | смт Вознесеньє         |
| Нікольське міське поселення   | ▲ 3024              | 2            | смт Нікольський        |
| Подпорозьке міське поселення  | ▼ 19 027            | 14           | місто Подпорож'є       |